# NGC 1713
NGC 1713 ist eine elliptische Galaxie vom Hubble-Typ E1 im Sternbild Orion am Himmelsäquator. Sie ist schätzungsweise 194 Millionen Lichtjahre von der Milchstraße entfernt und hat einen Durchmesser von etwa 80.000 Lj.
Im selben Himmelsareal befinden sich u. a. die Galaxien NGC 1709 und NGC 1719.
Das Objekt wurde am 1. Januar 1786 vom deutsch-britischen Astronomen Wilhelm Herschel entdeckt.